# Грунов-Дамендорф
Грунов-Дамендорф (њем. Grunow-Dammendorf) општина је у њемачкој савезној држави Бранденбург. Једно је од 38 општинских средишта округа Одер-Шпре. Према процјени из 2010. у општини је живјело 590 становника. Посједује регионалну шифру (AGS) 12067205.

## Географски и демографски подаци
Грунов-Дамендорф се налази у савезној држави Бранденбург у округу Одер-Шпре. Општина се налази на надморској висини од 70 метара. Површина општине износи 44,7 km². У самом мјесту је, према процјени из 2010. године, живјело 590 становника. Просјечна густина становништва износи 13 становника/km².

## Међународна сарадња
| Мјесто | Држава | Врста сарадње | Од    |
| ------ | ------ | ------------- | ----- |
| Дравно | Пољска | контакт       | 1995. |
| Извор  |        |               |       |